# Rétractation de Chaucer

La Rétractation de Chaucer forme la conclusion des Contes de Canterbury de Geoffrey Chaucer. Il s'agit d'un court paragraphe en prose situé à la fin de la Prestation du curé.

## Résumé
Chaucer s'adresse directement à ses lecteurs. Il leur demande de remercier le Seigneur pour ce qui leur a plu dans ce qu'ils viennent de lire, et les prie d'attribuer à son ignorance plutôt qu'à de la mauvaise volonté ce qui ne leur aurait pas plu. Il leur suggère de prier le Seigneur de lui pardonner ses œuvres profanes, parmi lesquelles il cite Troïlus et Criseyde, La Maison de la renommée, La Légende des femmes vertueuses, Le Livre de la Duchesse, Le Parlement des oiseaux et les Contes de Canterbury eux-mêmes. En revanche, il remercie le Seigneur pour ses œuvres pieuses, en particulier sa traduction de la Consolation de Philosophie de Boèce.